# Dilar hornei
Dilar hornei là một loài côn trùng trong họ Dilaridae thuộc bộ Neuroptera. Loài này được McLachlan miêu tả năm 1869.